# Sikkimská vlajka

Sikkimská vlajka (1967–1975)
Poměr stran: 2:3

Vlajka Sikkimského království byla tvořena bílým listem s červeným lemem. Uprostřed listu bylo umístěno žluté khorlo/čakru.[ujasnit] Tato podoba byla přijata v roce 1967 a nahradila původní, značně komplikovanou, podobu. Důvodem nahrazení byla složitost reprodukce původní vlajky.
Po anexi království Indií, zrušení sikkimské monarchie a vytvoření spolkového státu Sikkim přestala být vlajka užívána. Indické svazové státy nemají své oficiálně schválené vlajky. Vlády států mohou užívat vlajky tvořené bílým listem s uprostřed umístěným znakem.

## Historie
Vyobrazené historické vlajky neodpovídají zdrojům:

Rekonstrukce sikkimské královské vlajky (1877–1975)
Rekonstrukce sikkimské vlajky (1877–1914 a 1962–1967)
Rekonstrukce sikkimské vlajky (1914–1962)